# Trophée Philippe-Bozon
Le Trophée Philippe-Bozon récompense le meilleur attaquant de la saison régulière en Ligue Magnus (championnat de France de hockey sur glace) et a été décerné la première fois en 2023. Il porte le nom de Philippe Bozon.

## Palmarès
| Saison    | Joueur              | Nationalité(s) | Club                          |
| --------- | ------------------- | -------------- | ----------------------------- |
| 2022-2023 | François Beauchemin |                | Dragons de Rouen              |
| 2023-2024 | Anthony Rech        |                | Dragons de Rouen              |
| 2024-2025 | Christophe Boivin   |                | Brûleurs de loups de Grenoble |